# Augustin und Frank / Winkler
Augustin und Frank / Winkler ist ein deutsches Architekturbüro mit Sitz in Berlin.

## Geschichte
1986 gründeten Georg Augustin und Ute Frank ein Architekturbüro in Berlin. 2020 trat Steffen Winkler als Partner in das Büro ein, es erfolgte die Umfirmierung in Augustin und Frank / Winkler.

## Partner
Georg Augustin (* 1951) studierte bis 1979 Architektur an der TH Karlsruhe und der TU Berlin. Anschließend arbeitete bei Bangert-Jansen-Scholz-Schultes und bei Inken und Hinrich Baller. Augustin lehrte von 1986 bis 1990 an der TU Berlin und zwischen 1997 und 1998 als Gastprofessor. Von 2003 bis 2016 war er Professor architektonisches Entwerfen an der Universität Kassel.
Ute Frank (* 1952) studierte bis 1979 Architektur an der TH Karlsruhe und der TU Berlin. Frank lehrte zwischen 2007 und 2017 als Professorin für Baukonstruktion und Entwerfen an der TU Berlin, Assistenten waren u. a. Helga Blocksdorf, Marius Mensing und Anca Timofticiuc.
siehe Ute Frank
Steffen Winkler (* 1986) studierte Architektur an der TU Berlin und der UdK Berlin. Er arbeitete bei Wiel Arets in Amsterdam und seit 2014 bei Ausgustin und Frank.

## Bauwerke

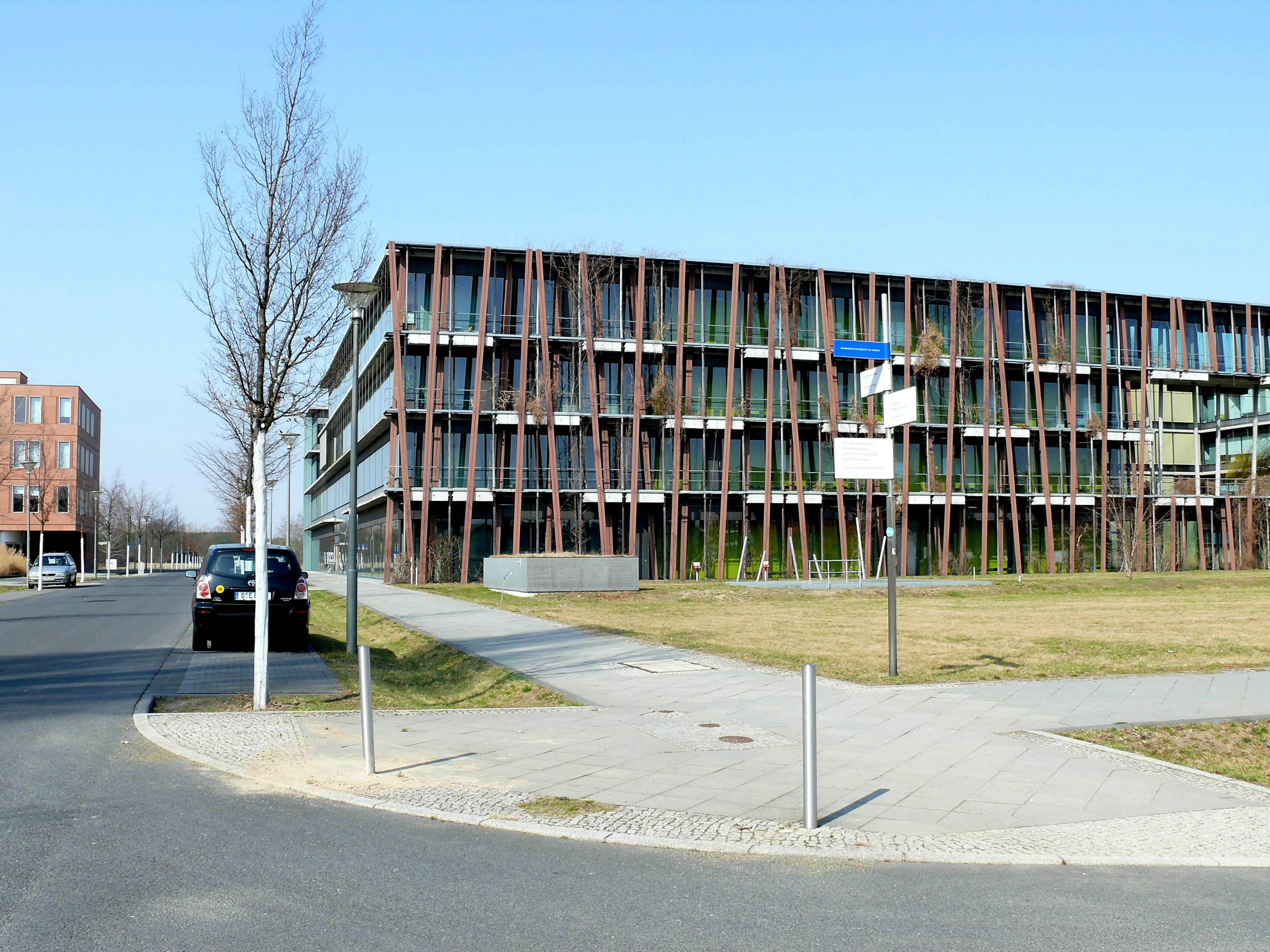
Lise-Meitner-Haus, Berlin-Adlershof

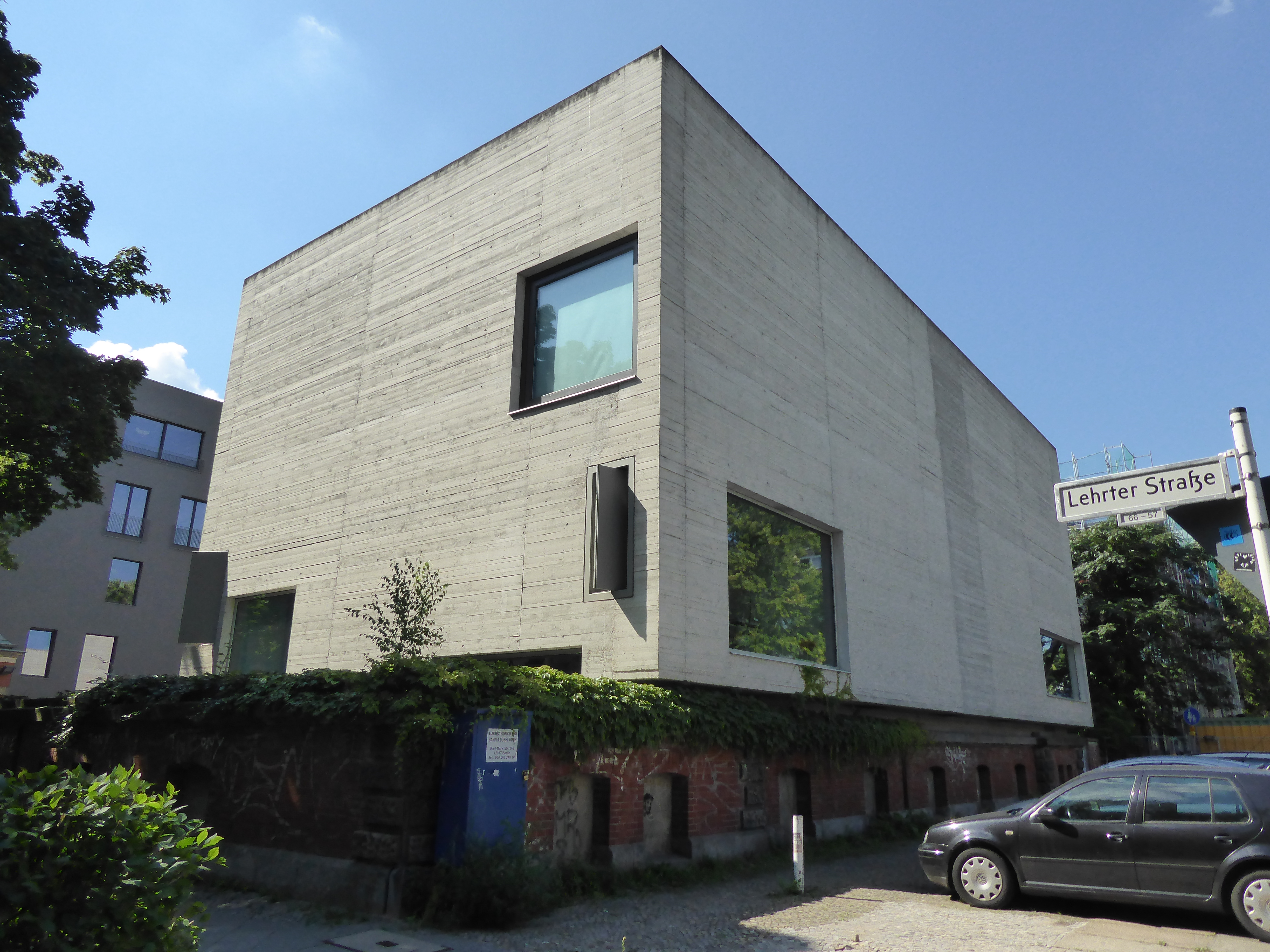
Atelier Grosse, Berlin-Moabit

- 1992–1993: sticks get stones, Umbau und Aufstockung eines Wohnhauses, Oberhaardter Weg 2, Berlin-Grunewald[2]
- 1993–1995: Wohnbebauung Sterkrader Straße, Berlin-Tegel[3]
- 1994–1997: Wohnbebauung Dolgenseestraße/Sewanstraße, Berlin-Friedrichsfelde[2]
- 1997–1998: Büro- und Geschäftshaus Treskowallee 100, Berlin-Karlshorst[2]
- 1995–1998: Kindertagesstätte Wiesenweg 20, Berlin-Spandau[2]
- 2000: Haus eines Buchhändlers, Falkensee
- 2002–2003: Wohnhaus und Tonstudio, Falkensee
- 2000–2003: Lise-Meitner-Haus, Institut für Physik der Humboldt-Universität Berlin, Newtonstraße 15, Berlin-Adlershof[2]
- 2002–2003: Remise Schlesische Straße, Restaurierung und Umbau eines Baudenkmals, Berlin-Kreuzberg
- 2002–2005: Werkstatt Industriekultur, Grube Göttelborn, Umbau der stillgelegten Grube zu Veranstaltungsorten und Werkstätten
- 2005: Mensa Mathias-Claudius-Schule, Berlin-Neukölln
- 2005–2006: Townhouse Friedrichswerder, Berlin-Mitte
- 2005–2007: Chinesisches Kulturzentrum, Berlin-Mitte
- 2006: Industriehalle Raboma, Restaurierung und Umbau einer denkmalgeschützten Halle, Berlin-Tegel
- 2007: Atelier Grosse, Berlin-Moabit mit Pichler Ingenieure[4]
- 2009: Erweiterung der Havelland Grundschule, Berlin-Schöneberg
- 2011: Sporthalle Dielingsgrund, Berlin-Tempelhof
- 2012: Sassenburgschule, Sassenburg Westerbeck
- 2009–2013: Erweiterung der Zentralmensa der Universität Kassel
- 2012: Wochenendhaus Saarow Strand, Bad Saarow
- 2013: Supermarkt Umbau HO-Kaufhalle, Berlin-Friedrichshain
- 2013: Umbau Haus OS, Berlin Treptow-Köpenick
- 2019: Haus am Elsensee, Grünheide-Kagel
- 2021: Umbau Haus Westend; Berlin-Charlottenburg
- 2012–2022: Neubau Campus Leverkusen der Technischen Hochschule Köln, Leverkusen-Opladen
- 2022: Mehrgenerationenhaus am Schlachtensee; Berlin-Zehlendorf

## Auszeichnungen und Preise
- 2003: Auszeichnung – BDA Preis Berlin für Lise-Meitner-Haus, Berlin-Adlershof
- 2014/2015: Auszeichnung – DAM Preis für Erweiterung der Zentralmensa der Universität Kassel
- 2016: Preis des Deutschen Stahlbaus für Erweiterung der Zentralmensa der Universität Kassel
- 2017: Ingenieurpreis des deutschen Stahlbaus für Erweiterung der Zentralmensa der Universität Kassel

## Ausstellungen
- 1991: Berlinische Galerie: Gemeinschaftsausstellung der Gruppe Hundekopf: Warschauer Dreieck
- 2015: Kunstverein Bielefeld: Künstler als Auftraggeber, von zeitgenössischer Architektur[5]